# De Haren
De Haren is een woonwijk in Den Bosch, in de Nederlandse provincie Noord-Brabant, in het stadsdeel Noord. De wijk ligt ten westen van de A2, en ten zuidwesten van de Ploossche Plas. De wijk is enkel bereikbaar via de Ploossche Hof. De straatnamen in de wijk hebben geen namen, maar zijn genummerd; van Eerste Haren tot en met de Zesde Haren. Deze straten liggen aan een centrale dreef, de Harendreef.
De gemeente 's-Hertogenbosch heeft De Haren ingedeeld bij het stadsdeel Noord.

## Aangrenzende wijken
| Aangrenzende wijken | Aangrenzende wijken | Aangrenzende wijken | Aangrenzende wijken | Aangrenzende wijken        |
| ------------------- | ------------------- | ------------------- | ------------------- | -------------------------- |
|                     |                     | De Donk             |                     | De Reit                    |
|                     |                     |                     |                     |                            |
| De Rompert          |                     |                     |                     |                            |
|                     |                     |                     |                     |                            |
| De Slagen           |                     | De Herven           |                     | Bedrijventerrein De Herven |